# Dobromir din Târgoviște
Dobromir din Târgoviște (n. ? − d. ?) a fost un pictor de biserici din secolul al XVI-lea. Este cunoscut în special pentru contribuțiile sale la realizarea frescelor de la mănăstirile Curtea de Argeș și Dealu.

## Mănăstirea curtea de Argeș
Zugrăvirea bisericii s-a terminat în decembrie 1526, dar programul iconografic al zugravului Dobromir, în prezent poate fi doar aproximat. În 1860, pictorul Gheorghe Tattarescu a realizat câteva desene și schițe la Curtea de Argeș reunite în Albumul național, care pe lângă imaginea exterioară a monumentului înainte de restaurare, copiază tablourile votive din interiorul bisericii. În anul 1881 însă, André Lecomte du Noüy – arhitectul francez care coordona lucrările de restaurare de la Mănăstirea Curtea de Argeș, a decis să înlăture fresca originală, ceea ce a și făcut în 1882.
35 de fragmente care reprezintă însumat mai puțin de o zecime din suprafața frescei inițiale au supraviețuit, fiind la acea vreme extrase  în timpul lucrărilor de restaurare cu scopul de a fi prezervate în condiții optime. Dintre acestea, 29 sunt depozitate la Muzeul Național de Artă al României, 2 la Muzeul Național de Istorie a României și 4 la Arhiepiscopia Argeșului și Muscelului. Vestigiile care au fost păstrate provin cu precădere din registrul inferior al pronaosului (anume portretul votiv al lui Neagoe Basarab și al familiei sale, portretul lui Mircea cel Bătrân, portretul Domniței Ruxandra) și al naosului (o impresionantă galerie de sfinți militari), precum și din absida meridională (seria „Deisis” – Maica Domnului, Iisus mare împărat și arhiereu, Ioan Botezătorul) sau din câteva intradosuri disparate (Adormirea Maicii Domnului, îngeri etc.), Arhanghelul Mihail.

## Mănăstirea Dealu
Pictura bisericii (făcută „cu vopsele de aur”) a fost realizată în 1514, de Dobromir din Târgoviște în colaborare cu meșterii locali Jitian și Stanciu.